# Jerzy Matuszkiewicz

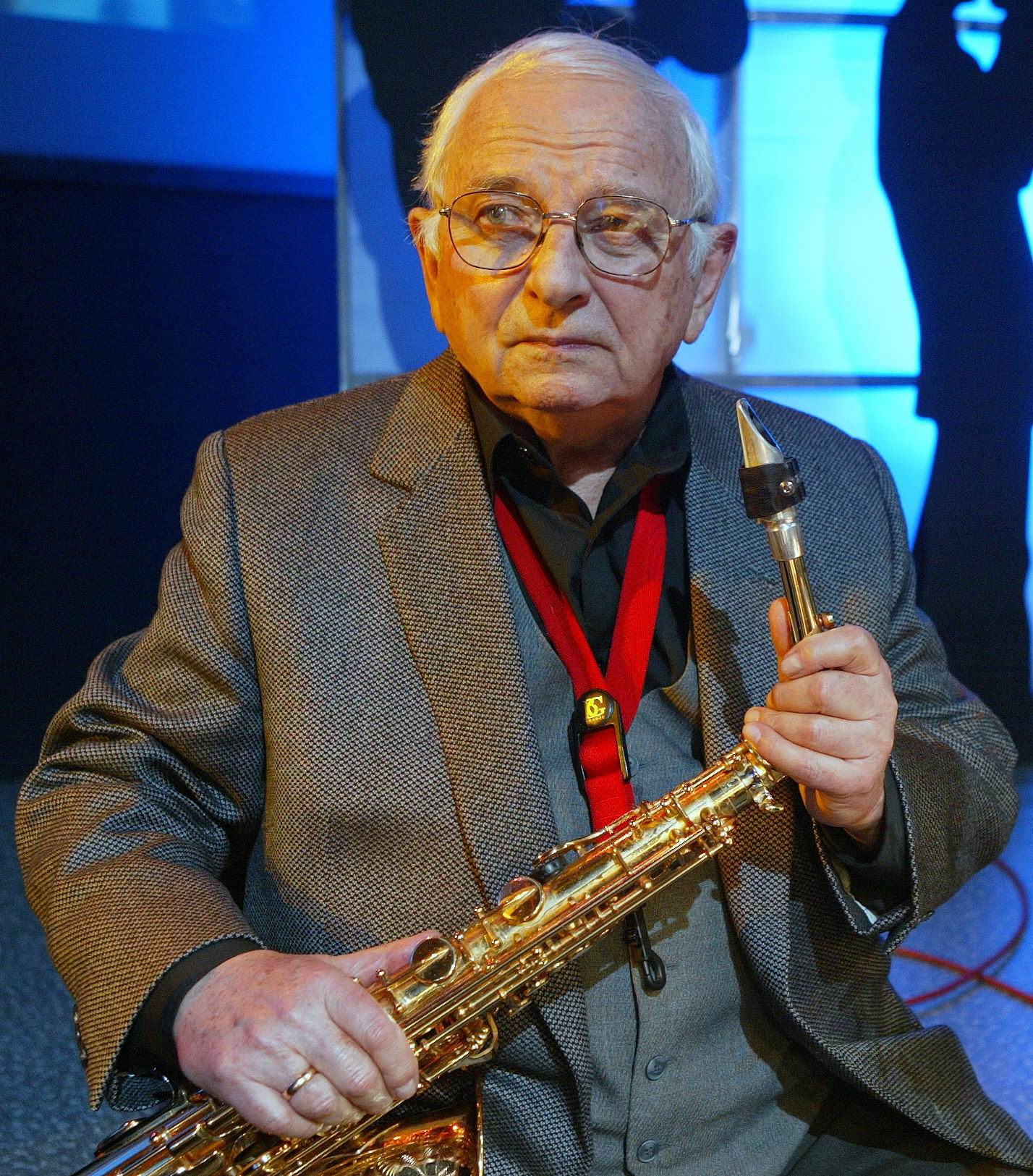
Jerzy Matuszkiewicz, 2006

Jerzy „Duduś“ Matuszkiewicz (* 10. April 1928 in Jasło; † 31. Juli 2021 in Warschau) war ein polnischer Jazzmusiker (Klarinette, Saxophon) und Filmkomponist. Er gilt aufgrund seines erheblichen Einflusses auf die polnische Szene als einer der „Gründerväter der polnischen Jazzmusik“.

## Leben und Wirken
Matuszkiewicz leitete von 1950 bis 1958 die Band Melomani, mit der er zwischen 1952 und 1957 an Aufnahmen beteiligt war (Wiederveröffentlichung 1999 auf JF Records). 1957 gehörte er zu den Musikern, die sich mit westdeutschen Jazzern in Sopot trafen; Melomani jammte dort mit den Spree City Stompers. 1964 lud ihn Joachim-Ernst Berendt ein, im Film Jazz aus Polen neben Krzysztof Komeda, Andrzej Kurylewicz, Jerzy Milian und Roman Dyląg aufzutreten. Seit 1965 konzentrierte er sich auf Kompositionen für den Film und die Werbung.

## Diskographische Hinweise
- Muzyka filmowa (2006)
- Jerzy „Duduś“ Matuszkiewicz (Serie Wielcy kompozytorzy filmowi; Biblioteka Gazety Wyborczej 2010)
- The „Dudu“ Matuszkiewicz Swingtet (Polskie Nagrania, 1963)

## Filmografie
- 1959: Tödliche Begegnung (Ostatni strzal)
- 1962: Liebe mit zwanzig (L’Amour à vingt ans), Episode "Warschau"
- 1965: Beata
- 1966: Die Siegerehrung (Zawsze w niedziele)
- 1967: Liebe im Atelier (Małżeństwo z rozsądku)
- 1967: Die Hexenwand (Ściana Czarownic)
- 1968: Sekunden entscheiden (Stawka większa niż życie)
- 1969: Wanderdünen (Ruchome piaski)
- 1970: Paradies auf Erden ( Raj na ziemi)
- 1970: Wie ich den zweiten Weltkrieg beendete (Jak rozpętałem drugą wojnę światową)
- 1971: Ich hasse Montage (Nie lubię poniedziałku)
- 1972: Unfallstrecke (Poślizg)
- 1972: Tötet das schwarze Schaf (Zabijcie czarną owcę)
- 1973: Ungewöhnliche Karriere (Poszukiwany, poszukiwana)
- 1973: Jungs (Chlopcy)
- 1974: Es ist Frühling, Sergeant (Wiosna, panie sierzancie)
- 1975: Zwei Welten im Hotel Pazifik (Zaklęte rewiry)
- 1975: Der Kleine sucht den Großen (Mniejszy szuka Dużego)
- 1976: Ich bin ein Schmetterling (Motylem jestem, czyli romans 40-latka)
- 1976: Der Weihnachtsgast (Inna)
- 1978: Es geschah in der Stille der Nacht (Wśród nocnej ciszy)
- 1982: Die verliebte Lügnerin (Kłamczucha)
- 1983: Die salzige Rose (Słona róża)
- 1983 Tod im Netz (Spiewy po rosie )
- 1985: Tagtraum (Mrzonka)
- 1987: Wie die Möwen im Wind (Mewy)

## Galerie

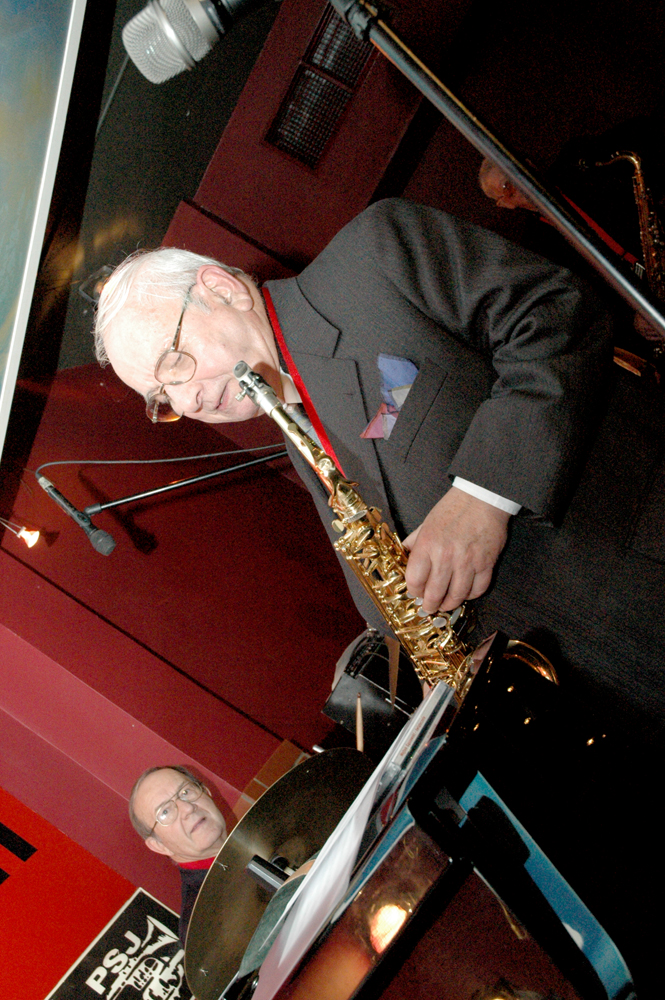
Im Club Tygmont in December 2006

| Personendaten    | Personendaten                            |
| ---------------- | ---------------------------------------- |
| NAME             | Matuszkiewicz, Jerzy                     |
| ALTERNATIVNAMEN  | Matuszkiewicz, Duduś (Spitzname)         |
| KURZBESCHREIBUNG | polnischer Jazzmusiker und Filmkomponist |
| GEBURTSDATUM     | 10. April 1928                           |
| GEBURTSORT       | Jasło                                    |
| STERBEDATUM      | 31. Juli 2021                            |
| STERBEORT        | Warschau                                 |